# Glycyrrhiza glabra

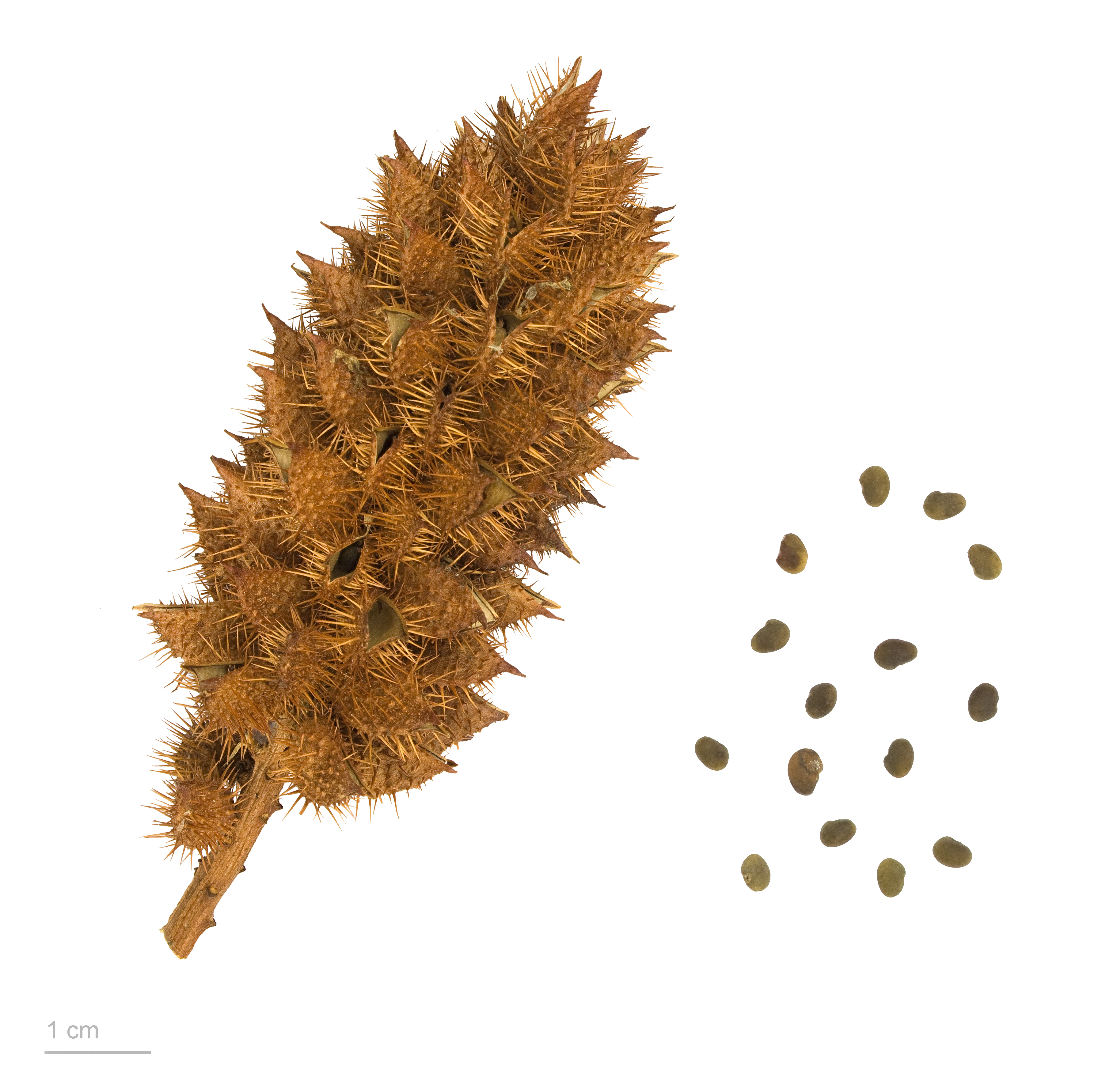
Frutos y semillas del regaliz

El regaliz (Glycyrrhiza glabra), también llamado regalicia, orozuz u orosús,[cita requerida] es un miembro de la familia de las fabáceas nativo del norte de África, Europa oriental y meridional y Asia tropical y templada. Se cultiva extensamente en muchos países, donde también se ha naturalizado en zonas húmedas, como lechos de ríos, barrancos, vaguadas, etcétera. 
La raíz de esta planta es uno de los condimentos más antiguos. Tiene un sabor anisado y agridulce. Se usa mucho en confitería, postres, tartas, dulces y en bebidas. También se hacen caramelos, comprimidos y tiras de oblea de venta en farmacias y puestos de golosinas, por su característico y agradable sabor y por sus propiedades para eliminar el mal aliento. Es un ingrediente del tabaco oloroso de pipa que se caracteriza por su olor dulzón.[cita requerida] Por su uso como palo de mascar, también es conocido como paloduz, palo duz, palodú o palodul.

## Descripción
Es una planta herbácea perenne con raíces estoloníferas que alcanza 1 m de altura, con hojas pinnadas de alrededor de 7 a 15 cm de largo, compuestas por 9 a 17 foliolos. Las flores, de 8 a 12 cm de largo, son púrpuras o azules pálidas, y surgen en pequeñas inflorescencias. El fruto es una legumbre oblonga de unos 2 a 3 cm con varias semillas. Las raíces son estoloníferas, es decir, que se extienden horizontalmente y rebrotan, propagando así la planta.

## Etimología
El nombre del género, Glycyrrhiza, proviene de los vocablos griegos γλυκύς glykýs, que significa ‘dulce’, y ῥιζο rizo (este de ῥίζωμα rízōma), que significa ‘raíz’; mientras que el nombre de la especie, glabra, alude a la ausencia de vellosidad.

## Química

### Principales componentes
- ácidos: salicílico, málico, betulínico, glicirrético;
- aminoácidos: asparagina;
- azúcares: glicirricina, glucosa y sacarosa;
- beta-caroteno;
- flavonoides: licoflavonol, licoricona, glicirol, glizarina, formononetina, propenilanilosa, isoliquiritigenina, glabrol, glabrona;
- minerales: calcio, cromo, cobalto, fósforo, magnesio, potasio, silicio y sodio.
- proteínas;
- saponina;
- tanino;
- vitaminas: vitamina C y vitamina B1.

La mayor parte del dulzor del regaliz viene de la glicirricina.

El aroma de la raíz de regaliz procede de una combinación compleja y variable de compuestos, de los cuales el anetol es hasta un 3 % del total de volátiles. Gran parte del dulzor del regaliz procede de la glicirricina, que tiene un sabor dulce, entre 30 y 50 veces superior al del azúcar. El dulzor es muy diferente al del azúcar, siendo menos instantáneo, agrio y durando más tiempo.
El isoflaveno glabreno y el isoflavano glabridina, que se encuentran en las raíces del regaliz, son fitoestrógenos.

## Usos

### Medicinales
Los usos medicinales del regaliz son muy variados. Se utiliza tanto su raíz seca en preparaciones caseras como toda una serie de productos normalizados y presentados de diversas maneras (cápsulas, tabletas, comprimidos, tinturas, crema seca, etc.). Estos productos pueden ser encontrados en farmacias y herboristerías. Su base es la raíz de la planta y su componente principal, la glicirricina. Este componente se elabora tradicionalmente a partir de las raíces de tres años que todavía no han producido fruto y que suelen recogerse durante octubre y noviembre. El proceso consiste en machacarlas y hacerlas hervir a fuego lento en calderos de cobre, removiendo constantemente hasta que se forme una pasta consistente. A esta pasta se le da la forma oportuna y se deja secar sobre tableros de madera. Actualmente, modernas máquinas realizan el proceso en cámaras de vapor.
En el procesamiento del regaliz suelen entrar otros productos edulcorantes que disimulan el amargor natural de la planta, causado por la glicirricina, un compuesto ligeramente tóxico. 
Además de preparados normalizados de regaliz, se utiliza también su raíz seca triturada para hacer decocciones y tinturas, realizadas con la raíz seca y macerada en alguna bebida alcohólica de 45° durante 15 días. La ventaja de la raíz es que, una vez recogida y lavada adecuadamente, puede ser guardada y conservada perfectamente hasta que se decida realizar una preparación.

### Culinarios e industriales
Dado el poder del regaliz como edulcorante, se utiliza habitualmente en la confección de golosinas y bebidas. Se usa con mucho control y moderación ya que es entre 50 y 150 veces más edulcorante que el azúcar.
Como alimento procesado es una chuchería comercializado como caramelo de regaliz u orozuz, en forma de barritas flexibles y gomosas de color negro o en rojo, dirigido tanto a niños como mayores. También se presenta en forma de cajitas que contienen unas pequeñas pastillas de regaliz en un compuesto mezclado con mentol y otros aceites, de intenso sabor, siendo las más populares en España las llamadas Pastillas Juanola, mientras que en Argentina y Uruguay la «pasta de orozuz» fue una golosina relativamente común que se podía comprar en boticas hasta aproximadamente los 1950, luego de esa época y por lo menos hasta el presente es común el caramelo Media Hora (así denominado porque se supone que tarda 30 minutos en ser plenamente diluido en la boca) basado en inocuo extracto de regaliz u orozuz; es interesante saber que el regaliz a través de su nombre local «orozuz» dio nombre al célebre personaje de historieta cómica argentina llamada Patoruzú (cuyo nombre es la contracción de «pasta-de-orozuz»).
En Finlandia se comercializa como una golosina salada. para acompañar el vodka.
En la cocina de vanguardia, el regaliz se ha incorporado en forma de infusión y, sobre todo, con el denominado polvo de regaliz como condimento, y se utiliza tanto en repostería como en recetas saladas. Entre los platos salados que se pueden encontrar en el mercado figuran Tacos de Pollo al regaliz, Ternera lechal sobre salsa de regaliz o Trucha salvaje con salsa de paloduz.
La raíz y ramas de la planta se consumen tradicionalmente mascando y saboreando, y en esta forma se conoce con el nombre de paloduz o palodul.
El regaliz se utiliza como referencia para explicar un modelo de sabor que comparten distintas hierbas aromáticas y especias (anís, comino, eneldo, hinojo), y también para la cata de vinos
También se utiliza en la industria del tabaco para mejorar el sabor de los cigarrillos.

## Toxicidad
La glicirricina posee propiedades mineralcorticoide y glucocorticoide; estas propiedades son consecuencia de la inhibición de una enzima que transforma al cortisol en cortisona, la 11-beta-hidroxiesteroide deshidrogenasa, y el acúmulo de cortisol en el organismo es responsable de los efectos negativos como el aumento de la presión sanguínea (hipertensión), retención de sodio y del agua. El efecto mineralocorticoide produce una pérdida anormal de potasio que conduce a un estado llamado hipopotasemia (potasio sérico <3,5 mmol/lit) y puede asimismo conllevar efecto tóxico hepáticos.
Muchas de las intoxicaciones se producen de una manera inconsciente con el uso habitual de esta planta en caramelos, sobre todo aquellos para refrescar el aliento. Otros causantes de las intoxicaciones son beber cantidades grandes de bebidas que contengan regaliz, como el anís, el fumar mucho tabaco tratado con esta planta, el comer gomas de mascar o caramelos. La dosis tóxica depende de cada individuo pero la Comisión Europea, en un estudio del 2003, recomienda que las dosis diarias de ácido glicirrético no supere los 100 mg (miligramos) diarios. Una mujer de 56 años de Yorkshire (Reino Unido) tuvo que ser hospitalizada tras haber estado consumiendo 200 g diarios de extracto de regaliz en forma de caramelos. En el hospital, donde permaneció 4 días, se restauraron sus niveles de potasio, mediante gotero y pastillas. El consumo de té de regaliz también puede producir subidas de tensión, pero estas son muy infrecuentes y generalmente reversibles.
En un estudio realizado en Irán se comprobó como la administración de 1,3 g de extracto seco de regaliz durante diez días consecutivos disminuía la testosterona de los afectados e inhibía su deseo sexual, al contrario de la común creencia difundida en herboristerías de ser un afrodisíaco. Igualmente un estudio llevado a cabo en Finlandia llegó a la conclusión que el consumo de regaliz en exceso, llevaba a partos prematuros.
No se debe utilizar en caso de diabetes de tipo II, en pacientes con hipertensión arterial, con aquellos que tengan poco potasio en la sangre, en enfermos de hepatitis y durante el embarazo.
La ingestión de grandes cantidades de regaliz, que contiene ácido glicirretínico, también puede provocar SMA (síndrome de exceso mineralocorticoide aparente) debido a su capacidad para bloquear la actividad de la enzima 11b-hidroxiesteroide deshidrogenasa tipo 2.

### Síntomas
Dolor de cabeza por aumento de presión, edemas principalmente en la cara y en los tobillos, sensación de extremidades ardientes, debilidad, calambres, orina de color oscuro, pérdida de la menstruación, problemas en la libido[cita requerida] por disminución de la testosterona en los hombres, arritmia, etc.
Los efectos del consumo excesivo de regaliz sobre la disminución de los niveles de potasio en la sangre y el aumento de la presión arterial son una preocupación particular para las personas con hipertensión (presión arterial alta) o enfermedades cardíacas o renales.

### Tratamiento
Preferentemente abandonar la ingestión de este producto, atención médica en casos necesarios con respiración asistida y vigilancia del ritmo cardíaco. En muchos casos será necesario proporcionar algún hipotensor para bajar la presión arterial y controlar los electrolitos, especialmente el potasio.

## Nombres vulgares
- palillo (Alcázar de San Juan, Ciudad Real), agarradera, alcancuz (en Teruel), alcarzuz, alcazul, alfendol, arresú (Andújar, Jaén) o arrezú/arrezuz (Porcuna, Jaén), bena, chocolate del moro, erregaliz, fendoces, findoz, fustdolz, melosa, orojué, ororuz, orozú, orozuz,[24] palacazú (Extremadura), paliduz, palodú, palulú, palo-luz, palodul, palo dulce, palodulce, palitroco, regalicia, regalistia, regaliz, regaliza, rogalicia, makilgoxo (Zona vascófona), regalensia, regaliz de palo (Castilla y León), regalesia (Cataluña).[25]